# C.H. Clausen
Christian Hjerrild Clausen (10. april 1866 i Horsens – 11. februar 1941 i Esbjerg) var en produktiv dansk arkitekt, der især har sat sit fingeraftryk på Esbjergs bybillede.

## Uddannelse og virke
C.H. Clausens forældre var arkitekt Jens Christian Clausen og Caroline Margrethe Hjerrild. Han var i håndværkerlære, gik på Horsens Tekniske Skole 1884-85 og var ansat som konstruktør hos Hector Estrup.
I løbet af sin omfattende produktion fulgte Clausen skiftet i tidens stilarter. Han begyndte som historicist, skiftede til nationalromantikken og nybarokken og siden til nyklassicismen. Han afsluttede sit virke med bygninger i funkis. Dermed bærer hans bygninger i Esbjerg præg af tidens omskiftelser i smagen og arkitektursynet.
Han blev gift 1. gang 1. juli 1896 i Vamdrup med Mette Cathrine Olsen (2. maj 1872 i Vojens – 16. december 1923 i Esbjerg), datter af portør Jørgen Olsen og Marie Abeline Svenningsen. Hans andet ægteskab blev indgået 1924 med damefrisør Carli NN (f. 1897). Han er begravet på Esbjerg Kirkegård.

## Værker

### IEsbjerg
- Havnegade 1 (1890)
- Finlandsgade 52 (1908)
- Kongensgade 6 (1890-95)
- Exnersgade 27 (1891 eller 1892)
- Kongensgade 44 (1894)
- Kongensgade 94 (1894)
- Danmarksgades Skole (1894, 1900, 1910)
- Stormgade 6 (1895)
- Torvegade 25 (1895)
- Østre og Vestre Skole (1896)
- Kirkegade 10-12 (1896)
- Skolegade 26-28 (1896)
- Havnegade 61 (1896)
- Borgergade 19 (1896)
- Esbjerg Vandtårn (1897, fredet)
- Esbjerg-Fanø Bank, Torvet 18 (1897)
- Danmarksgade 10 (1897)
- Kongensgade 41 (1897)
- Vesterhavsgade 31 (1897)
- Del af Kongensgade 6 (1897)
- Østergade 4 (1898)
- Skolegade 97-99 (1898)
- Kongensgade 89 (1898)
- Kongensgade 96 (1898)
- Vagthus på Esbjerg Havn (1898)
- Materialhus på havnen (1899)
- To fiskepakhuse m.fl. bygninger på havnen (1901, et pakhus bevaret)
- Kronprinsensgade 35 (1901)
- Esbjerg offentlige Slagtehus (1902)
- Esbjerg Tekniske Skole (1904)
- Englandsgade 11 (1904)
- Kirkegade 41-43 og 409 (1905)
- Stormgade 37-39 (1905)
- KFUM, Kirkegade 51 (1906)
- Bethania (en), Kirkegade 25 (1906)
- Børneasyl, Nørregade 91 (1906)
- Esbjerg Elektricitetsværk, nu Vestjysk Musikkonservatorium, Kirkegade 61 (1907)
- Jernbanefunktionærernes Byggeforenings boliger, Lyngbyes Allé-Rosenvængets Allé (1907)
- Esbjerghus, Kongensgade 84-86 (1907)
- Strandbygade 25 (1907)
- Nygårdsvej 65 (1908)
- Metodistkirken, Norgesgade 38 (1908)
- Eget hus, Finlandsgade 64 (1909)
- Esbjerg Kommunale Sygehus, Østergade (1909)
- Spangsbjerggade 11 (1909)
- Skolegade 65-67 og Kronprinsensgade 19-21 (1910-12)
- Finlandsgade 42 (1910)
- Jernbanegade 20 (1910)
- Østre Havnevej 6 (1910)
- Westend, Kongensgade 100 (1911)
- Spangsbjerggade 7 (1911)
- Cort Adelers Gade 22 (1911)
- Østergade 43 (1911)
- Pavillon i Nørreskoven (1911)
- Torvegade 37 og Norgesgade 35-37 (1912)
- Stormgade 19-21 (1912)
- Kronprinsensgade 32 (1914)
- FDB, Teglværksgade 1 (1914)
- Telefoncentral, Kirkegade 22 (1915)
- Tuberkuloseafdeling ved Centralsygehuset (1915)
- Kontorbygning til Esbjerg Tovværksfabrik, Gl. Vardevej (1917)
- Det danske Frysnings Co., Esbjerg Havn (1917)
- Del af Østre Skole (1918)
- Spangsbjerggade 27 (1919)
- Kontorbygning til el-værket, Kirkegade 63 (1919)
- Udvidelse af Centralsygehuset (1919)
- Stormgade 50 (1921)
- Udvidelse af administrationsbygningen på havnen (1921)
- Østre Havnevej 18 (1922)
- Forældrenes Forskole (1922)
- Havne- og toldvagt på havnen (1923)
- FDBs centrallager, Teglværksgade 1 (1923)
- Ægeksportforretning, Nørregade 22-24 (1924)
- Stormgade 85 (1925)
- Jernbanegade 44 (1925)
- Centralbiblioteket, Nørregade 25 (1926, sammen med Harald Peters)
- Esbjerg Lejerforening, Nørregade 122-26 (1926)
- Niels Juels Gade 18 (1928)
- Nørregade 2 og Østergade 33-35 (1929)
- Gormsgade 8 (1929)
- Frodesgade 25 (1929)
- Rørkjær Skole (1930-33, sammen med Harald Peters)
- Finlandsgade 57 (1930)
- Strandby Plads 1 (1937-39) og 3-5 (1940, fuldendt af A. Pelle)
- Desuden flere nu nedrevne fabrikker, bygninger ved havnen, hoteller og forlystelsessteder

### Værker andetsteds i provinsen
- Hovedgade 30, Nordby (1896)
- Bramming og Omegns Bank, Jernbanegade 6, Bramming (1896)
- Varde Bank, Vestergade, Varde (1900)
- Jugendhuset, herskabsvilla, Lundvej 39, Varde (1901)
- Banken for Vejen og Omegn, Vejen (1903)
- Ølgod Mejeri (1905)
- Apotek, Jernbanegade 4, Bramming (ca. 1907-08)
- Rindby Skole, Fanø (1910)
- Udvidelse af sygehuset i Tarm (1910)
- Skolebygning i Gørding (1911)
- Hovedgaden 49, Nordby (1914)
- Epidemisygehuset, Nordby (1915)
- Bygning for Vandbygningsvæsenet, Thyborøn (1916-20)
- Ombygning af Sparekassen i Varde (1926)
- Christiansholmsvej 25, Klampenborg (1932)
- Bankbygning i Holstebro
- Byskole i Skjern
- Sygehusudvidelse i Egvad og Rindby